# Rina Mor
Rina Mor (en hebreo: רינה מור‎; (apellido original Messinger), (ahora Mor-Goder, nacida el 16 de febrero de 1956) es la primera israelí ganadora de Miss Universo, siendo coronada el 11 de julio de 1976, después de haber sido Miss Israel. Ella es de Kiryat Tiv'on, cerca de Haifa. Rina Mor-Goder se convirtió en una abogada penalista y madre de dos hijas.
Tras su proclamación como ganadora, comentó: «No soy una política. Creo que en mi ser de Miss Universo será mostrar a la gente que Israel tiene otra cara, no solo la guerra» y las amplias precauciones de seguridad fueron tomadas cuando ella comenzó su gira mundial con parada en Bangkok. La primera Miss Israel en ganar la corona, «Messinger» responde a la pregunta del concurso de remolque «que país que más le gustaría visitar?» Su respuesta fue inmediata: «Pues uno árabe».
Después de su reinado como Miss Universo, Rina Messinger se hospedó en Nueva York, donde trabajó en Relaciones Públicas de la Agencia Judía y los Bonos. Después de cuatro años regresó a Israel y continuó trabajando en Relaciones Públicas para una empresa.
Allí conoció a su futuro marido, un hombre de negocios muy exitoso. Tuvieron dos hijas.
En 1991, decidió cumplir su sueño y comenzó a estudiar Derecho en la Universidad de Tel-Aviv. Después de completar su licenciatura con honores, ella y su familia se trasladaron a los Países Bajos hoy Holanda, donde su esposo tenía su negocio, y Rina completó su maestría, se especializó en derecho de familia. En el año 2002 después de seis años en los Países Bajos, la familia regresó a Israel, Messinger es una gran abogada de grandes familias en Tel Aviv, trabajando en su doctorado y que aparece cada semana en el programa matutino de Canal 10, donde se da asesoría en derecho de familia. En 1981, escribió un libro sobre su experiencia como Miss Universo.